# Tricot (Band)
Tricot ist eine Math-Rock-Band aus Kyōto, Japan. Sie ist für ihre komplizierten Rhythmen und ihr äußeres Erscheinungsbild bekannt und hat bisher vier EPs und drei Alben veröffentlicht. Das Magazin Rolling Stone beschrieb sie als „adrenalisierten, schnellen Math-Rock mit poppigem Zuckerguss“ (Englisch: „Adrenalized math rock sped up and given pop's candy coating“). Sie war extensiv in Japan auf Touren, aber auch außerhalb Japans hat sie bereits in Singapur, Großbritannien und in Europa Konzerte gehalten.
2015 machte sie ihre erste Nordamerikatour, 2016 folgte die erste Tour durch Europa.

## Geschichte
2011, als Kazutaka Komaki sich der Band als Schlagzeuger angeschlossen hatte, gründete sie ihr eigenes Label Bakuretsu Records. 2013 veröffentlichte sie ihr erstes Album T H E, welches auf Platz 18 der Oricon-Album-Charts landete. 2014 tourte sie durch Europa, wobei sie auf vier Festivals spielte. Unter anderem spielte sie als Support für die Pixies bei den Eden Sessions in Großbritannien. 2014 verließ Komaki die Band aufgrund musikalischer Differenzen. Das dritte Album der Band, 3, wurde 2017 veröffentlicht und im Zuge einer Welttournee und einer Tour durch 47 Präfekturen Japans beworben. Beim letzten Konzert der Tour wurde bekannt, dass Yuusuke Yoshida, der seit 2016 der Tour-Schlagzeuger der Band war, als festes Mitglied und somit als zweiter offizieller Schlagzeuger der Band übernommen wird.

## Mitglieder
- Ikumi „Ikkyu“ Nakajima – Gesang, Gitarre (seit 2010)
- Motoko „Motifour“ Kida – Gitarre, Begleitgesang (seit 2010)
- Hiromi „Hirohiro“ Sagane – Bass, Begleitgesang (seit 2010)
- Yuusuke Yoshida – Schlagzeug (seit 2017; 2016–2017 Tourschlagzeuger)

### Ehemalige Mitglieder
- Kazutaka Komaki – Schlagzeug (2011–2014)
- Miyoko Yamaguchi – Schlagzeug (2015–2016; Tourschlagzeuger)

## Diskografie

### Studioalben
| Jahr | Titel Musiklabel                   | Höchstplatzierung, Gesamtwochen, AuszeichnungChartsChartplatzierungen (Jahr, Titel, Musiklabel, Platzierungen, Wochen, Auszeichnungen, Anmerkungen) | Anmerkungen                             |
| Jahr | Titel Musiklabel                   | JP | Anmerkungen                             |
| ---- | ---------------------------------- | --- | --------------------------------------- |
| 2013 | T H E Bakuretsu                    | JP18 (4 Wo.)JP | Erstveröffentlichung: 2. Oktober 2013   |
| 2015 | A N D Bakuretsu                    | JP34 (4 Wo.)JP | Erstveröffentlichung: 18. März 2015     |
| 2017 | 3 Topshelf Records                 | JP20 (4 Wo.)JP | Erstveröffentlichung: 17. Mai 2017      |
| 2020 | Black (真っ黒) Cutting Edge, 8902  | JP27 (3 Wo.)JP | Erstveröffentlichung: 29. Januar 2020   |
| 2020 | 10 Cutting Edge, 8902              | JP48 (2 Wo.)JP | Erstveröffentlichung: 21. Oktober 2020  |
| 2021 | Jodeki (上出来) Cutting Edge, 8902 | JP50 (1 Wo.)JP | Erstveröffentlichung: 15. Dezember 2021 |
| 2022 | Fudeki (不出来) Cutting Edge, 8902 | — | Erstveröffentlichung: 14. Dezember 2022 |

### EPs
| Jahr | Titel Musiklabel                                       | Höchstplatzierung, Gesamtwochen, AuszeichnungChartsChartplatzierungen (Jahr, Titel, Musiklabel, Platzierungen, Wochen, Auszeichnungen, Anmerkungen) | Anmerkungen                            |
| Jahr | Titel Musiklabel                                       | JP | Anmerkungen                            |
| ---- | ------------------------------------------------------ | --- | -------------------------------------- |
| 2011 | Bakuretsu Tricot San (爆裂トリコさん) Bakuretsu        | JP46 (3 Wo.)JP | Erstveröffentlichung: 2. August 2011   |
| 2012 | School Children and the Cosmo (小学生と宇宙) Bakuretsu | JP57 (2 Wo.)JP | Erstveröffentlichung: 9. Mai 2012      |
| 2012 | Bacyuun (バキューン) Bakuretsu                         | — | Erstveröffentlichung: 5. Dezember 2012 |
| 2016 | Kabuku Bakuretsu                                       | JP46 (3 Wo.)JP | Erstveröffentlichung: 27. April 2016   |
| 2019 | Repeat (リピート) Bakuretsu                            | JP34 (3 Wo.)JP | Erstveröffentlichung: 20. März 2019    |

### Singles
| Jahr | Titel Album                     | Höchstplatzierung, Gesamtwochen, AuszeichnungChartsChartplatzierungen (Jahr, Titel, Album, Platzierungen, Wochen, Auszeichnungen, Anmerkungen) | Anmerkungen                              |
| Jahr | Titel Album                     | JP | Anmerkungen                              |
| ---- | ------------------------------- | --- | ---------------------------------------- |
| 2012 | Vacuum EP (Hospitality) Bacyuun | JP51 (2 Wo.)JP | Erstveröffentlichung: 5. Dezember 2012   |
| 2013 | 99.974°C –                      | JP58 (2 Wo.)JP | Erstveröffentlichung: 24. April 2013     |
| 2013 | Oyasumi (おやすみ) T H E        | JP41 (2 Wo.)JP | Erstveröffentlichung: 21. August 2013    |
| 2014 | Break A N D                     | JP41 (3 Wo.)JP | Erstveröffentlichung: 6. August 2014     |
| 2015 | E A N D                         | JP53 (2 Wo.)JP | Erstveröffentlichung: 18. Februar 2015   |
| 2019 | Afureru (あふれる) Black        | JP36 (2 Wo.)JP | Erstveröffentlichung: 25. September 2019 |

### Videoalben
| Jahr | Titel                                   | Höchstplatzierung, Gesamtwochen, AuszeichnungChartsChartplatzierungen (Jahr, Titel, Platzierungen, Wochen, Auszeichnungen, Anmerkungen) | Anmerkungen                            |
| Jahr | Titel                                   | JP | Anmerkungen                            |
| ---- | --------------------------------------- | --- | -------------------------------------- |
| 2016 | Kabuku Tour 2016 Final at Akasaka Blitz | JP25 (2 Wo.)JP | Erstveröffentlichung: 2. November 2016 |